# クリスティーナ・ディ・ロレーナ
クリスティーナ・ディ・ロレーナ（イタリア語: Cristina di Lorena, 1565年8月16日 - 1637年12月19日）は、トスカーナ大公フェルディナンド1世・デ・メディチの妃。フランス語名クリスティーヌ・ド・ロレーヌ（Christine de Lorraine）。

## 生涯
ロレーヌ公シャルル3世とクロード・ド・ヴァロワの娘として、ナンシーで生まれた。
1589年5月、フェルディナンドと結婚した。祖母カトリーヌ・ド・メディシスはこの結婚を通して孫娘を動かし、スペインではなくフランスとメディチ家の結びつきを強めようとした。
1615年にガリレオ・ガリレイが「クリスティーナ大公妃への手紙」を執筆しており、彼女が科学者との交流を保っていたことがうかがえる。
72歳でフィレンツェで没した。

## 子女
- コジモ2世・デ・メディチ（1590年 - 1621年）
- エレオノーラ（1591年 - 1617年）
- カテリーナ（1593年 - 1629年）　マントヴァ公フェルディナンド・ゴンザーガ妃
- フランチェスコ（1594年 - 1614年）
- カルロ（1595年 - 1666年）　枢機卿
- フィリッピーノ（1598年 - 1602年）
- ロレンツォ（1599年 - 1648年）
- マリーア・マッダレーナ（1600年 - 1633年）
- クラウディア（1604年 - 1648年）